# Agadmator
Antonio Radić, známější jako agadmator (* 16. června 1987, Križevci, Socialistická republika Chorvatsko), je chorvatský youtuber a šachista. Má jeden z nejpopulárnějších šachových kanálů na YouTube. V minulosti, od roku 2018 do konce roku 2021, byl nejodběranější ze všech šachových kanálů. Následně jej předehnal GothamChess. Ačkoli se neúčastní mnoha mezinárodních šachových turnajů a není titulovaným hráčem, je aktivní na různých online šachových platformách, včetně Lichess a Chess.com a 7. února 2021 překonal hranici 1 milion odběratelů. Videa na jeho kanálu mají přes 500 milionů celkových zhlédnutí. Na kanálu recenzuje jak nedávné partie, jako jsou události Grand Chess Tour, tak historické zápasy.
Plukovník David A. Hater, autor Americké šachové federace, ho nazval „jedním z předních šachových streamerů na YouTube“.

## Pozadí
Je obyvatelem Križevci v Chorvatsku a k šachům ho přivedl ve čtyřech letech jeho dědeček Anto Krnjić, mistr FIDE. Později hrát přestal a k šachům se vrátil až v 17 letech. Nejvyššího FIDE ratingu dosáhl v červenci 2010 a jeho aktuální rating je 1950.

## YouTube kanál
Původně založil svůj kanál v roce 2007, když pracoval se svým otcem, který měl práci svatebního kameramana. Zveřejnil svatební videa na propagaci jejich podnikání. Šachová videa začal zveřejňovat v roce 2016. Jakmile počet jeho odběratelů přesáhl 20 tisíc, opustil svou práci grafického designu a práci asistenta v otcově firmě, aby se plně začal soustředit na svůj kanál YouTube. Téměř všechna videa mají stejný formát: rozbor jedné šachové partie. Obvykle zveřejňuje nová videa na denní bázi a denně zveřejňuje partie z velkých turnajů. Mnoho z jeho rozborů historických partií je uspořádáno do sérií, rozebral například partie z Mistrovství světa v šachu 1921 (Lasker vs. Capablanca). Jeho video s největším počtem zhlédnutí se jmenuje „The Greatest Queen Sacrifice in Chess History“, které mělo k březnu 2022 6,8 milionů zhlédnutí. Ve videu analyzuje hru mezi Rashidem Nezhmetdinovem a Olegem Chernikovem z roku 1962.
Zahájil také podcast s názvem The Agadmator Podcast, který je umístěn na jeho kanálu. Má také další kanál, kde zveřejňuje videa z hraní videoher. Dne 7. února 2021 se stal prvním tvůrcem šachového obsahu, který překonal hranici milionu odběratelů.